# Jarzinho Pieter
Jarzinho Saul Emmanuel Pieter (* 11. November 1987 in Willemstad, Curaçao, Niederländische Antillen; † 9. September 2019 in Port-au-Prince, Haiti) war ein niederländischer Fußballspieler, der auf der Position des Torwarts zum Einsatz kam.

## Vereinskarriere

### Erste Jahre ohne Titelgewinn
Jarzinho Pieter wurde am 11. November 1987 in Willemstad, der Hauptstadt der damaligen Niederländischen Antillen, geboren. Wann und bei welchem Verein er seine Fußballkarriere begonnen hat, ist nicht überliefert. Spätestens im Alter von etwa 19 Jahren kam er im Jahre 2007 zum RKSV Centro Dominguito mit Spielbetrieb in der Sekshon Pagá, der höchsten Fußballliga von Curaçao. In der Saison 2007/08 rangierte er mit seiner Mannschaft im Endklassement der regulären Saison auf dem vierten Platz und qualifizierte sich so mit den auf den Plätzen 1, 2 und 3 gelegenen Teams für die sogenannte Kaya 4, die im Gruppenformat ausgetragene letzte Runde vor dem offiziellen Ligafinale, der Kopa Antiano, an dem der Meister und Vizemeister der Sekshon Pagá, der Meister und der Vizemeister der Bonaire League aufeinander treffen und hierbei um die Gesamtmeisterschaft der Niederländischen Antillen spielten. Punktegleich mit dem SV UNDEBA und dem CSD Barber schaffte es der RKSV Centro Dominguito aufgrund eines schlechteren Torverhältnisses nur auf den dritten Platz und schaffte somit nur knapp nicht den Einzug in die saisonabschließende Kopa Antiano. In der Kopa Polar 2007, dem Fußballpokal von Curaçao, schied Pieter mit seinem Team bereits in Runde 2 gegen den CRKSV Jong Colombia vom Turnier aus.
Die reguläre Meisterschaft des Spieljahres 2009 beendete er mit seiner Mannschaft mit 48 Punkten auf dem ersten Platz; in der nachfolgenden erweiterten Kaya 6 konnte der Klub aus der Hauptstadt Willemstad seine Leistung jedoch nicht mehr halten, landete auf dem fünften Platz und schaffte somit abermals nicht die Teilnahme an der meisterschaftsentscheidenden Kopa Antiano. In der nachfolgenden Spielzeit 2009/10 hätte es Centro Dominguito abermals auf den ersten Platz der regulären Saison geschafft, hätte man der Mannschaft nicht drei Punkte dafür abgezogen, nachdem sie beim Spiel der dritten Meisterschaftsrunde einen eigentlich gesperrten Spieler eingesetzt hatte. Somit landete das Team auf Platz 2 und qualifizierte sich erneut für die Kaya 6. Diesmal konnte sich die Mannschaft rund um den 1,87 m Torhüter gegen die Konkurrenz durchsetzen und zog als Erstplatzierter der Kaya 6 in nachfolgende Kaya 4 ein. In dieser reichte ein dritter aus vier Plätzen nicht für die nachfolgende Teilnahme an der abschließenden Kopa Antiano aus. Ähnlich verlief auch die Sekshon Pagá 2010/11, als Centro Dominguito abermals den ersten Platz der regulären Saison belegte, in der nachfolgenden Kaya 6 jedoch deutlich an Leistung verlor und hierbei den letzten Platz belegte. Rund eineinhalb Monate vor Beginn diese Spielzeit war das politische Gebilde der Niederländischen Antillen aufgelöst worden, sodass es ohnehin zu keiner Kopa Antiano mehr gekommen wäre.

### Serienmeister ab 2012
Dies änderte sich jedoch schlagartig im nachfolgenden Spieljahr 2012, als der RKSV Centro Dominguito der mit Abstand überlegenste Klub der curaçaoischen Erstklassigkeit war. Centro Dominguito war in der regulären Saison in 24 Partien ungeschlagen geblieben (19 Siege, 5 Remis) und hatte 26 Punkte Vorsprung auf den Zweitplatzierten. In der anschließenden Kaya 4 hielt die Dominanz von Pieter und seiner Mannschaft an. Ungeschlagen schaffte es das Team nach drei Spielen ins Finale um die curaçaoische Meisterschaft, in dem das Team auf den Zweiten der Kaya 4, den SV UNDEBA, traf. Ein Tor von Kenny Kunst in der 27. Spielminute bescherte dem RKSV Centro Dominguito am 30. September 2012 den ersten Meistertitel seit 1987, der zugleich der erst zweite Meistertitel in der höchsten Liga in der zu diesem Zeitpunkt 60-jährigen Vereinsgeschichte war.
Ähnlich erging es Pieter und seiner Mannschaft auch im darauffolgenden Spieljahr, als nach 18 Ligapartien lediglich eine verloren worden war und das Team erneut auf dem ersten Platz der regulären Meisterschaft rangierte. In der nachfolgenden Kaya 6 verlor Centro Dominguito ebenfalls nur ein einziges von fünf Spielen und zog als Erstplatzierter in die Kaya 4 ein. In dieser gelangen dem Team zwei Siege und ein Remis aus drei Spielen, womit als Erstplatzierter der Einzug ins Finalspiel gegen den Zweitplatzierten CSD Barber gesichert war. In diesem, in dem Pieter ebenfalls zum Einsatz kam, gewann der Hauptstadtklub die Begegnung mit 2:1 gegen den Klub aus der Ortschaft Barber und wurde abermals curaçaoischer Fußballmeister. Gegen Ende des Jahres schaffte Pieter den Sprung in die Fußballnationalmannschaft von Curaçao, in der er drei Tage nach seinem 26. Geburtstag sein Debüt gab.
Die Sekshon Pagá 2014 hingegen entwickelte sich daraufhin zu einer weitgehend ausgeglichenen Spielzeit. Gleich mehrere Mannschaften hatten das Potential sich einen der vorderen Tabellenplätze zu erkämpfen, wovon jedoch der RKSV Centro Dominguito und der SV Centro Social Deportivo Barber die beiden dominanteren Vereine darstellten. Mit einem Punkt Rückstand auf Barber zog Pieter mit Centro Dominguito in die nachfolgende Kaya 6 ein. Ungeschlagen schaffte es der römisch-katholische Sportverein auf dem ersten Platz rangierend in die Kaya 4; Barber hatte es auf lediglich sieben Punkte und den dritten Platz gebracht. Als Erster und Zweiter der Kaya 4 zogen Centro Dominguito und Barber punktegleich in das meisterschaftsentscheidende Finalspiel ein. In der am 7. Dezember 2014 ausgetragenen Partie unterlag Pieter mit seiner Mannschaft knapp mit 0:1.

### Ungeschlagenes Spieljahr 2015
In der Sekshon Pagá 2015 blieb der Torwart mit seinem Team ungeschlagen. Mit 17 Siegen und einem Remis aus 18 Meisterschaftsspielen zog Centro Dominguito als Erstplatzierter in die Kaya 6, sicherte sich in dieser mit zwei Siegen und drei Unentschieden abermals den ersten Platz und erreichte auch in der nachfolgenden Kaya 4 mit einem Sieg und zwei Remis den ersten Rang. Das meisterschaftsentscheidende Finalspiel gegen den CSD Barber gewann der RKSV Centro Dominguito daraufhin mit 4:2.
Nach der Umbenennung der Sekshon Pagá in Promé Divishon zu Beginn des Spieljahres 2016 galt der RKSV Centro Dominguito zusammen mit dem CSD Barber weiterhin zu den dominierenden curaçaoischen Fußballklubs. Am Ende der regulären Meisterschaft rangierte man abermals auf Rang 1 und musste sich lediglich in der Kaya 6 unterordnen. Ein dritter Platz reichte aber für die Qualifikation zur Kaya 4, in der es der Hauptstadtklub auf einen zweiten Platz hinter dem RKSV Scherpenheuvel, einem weiteren römisch-katholischen Sportverein, brachte. Im Finalspiel am 6. November 2016 konnte sich Centro Dominguito wiederum knapp mit 2:1 gegen Scherpenheuvel durchsetzen und wurde zum fünften Mal in der Vereinsgeschichte Meister der höchsten Fußballliga.
Auf ein ähnliches Ergebnis konnte Pieter im Promé Divishon 2017 blicken; Centro Dominguito und Barber waren nicht mehr die beiden führenden Klubs der Insel, konnten sich jedoch beide noch in der oberen Tabellenhälfte halten. Im Anschluss konnte Centro Dominguito sowohl die Kaya 6, als auch die Kaya 4 für sich entscheiden und sich im Finalspiel im Stadion dr. Antoine Maduro in Kintjan bei Willemstad abermals gegen Scherpenheuvel (2:0) durchsetzen, was den sechsten Meistertitel in der Vereinsgeschichte, sowie für Jarzinho Pieter den fünften Titel bedeutete.
In der Promé Divishon 2017/18 schaffte er es mit seiner Mannschaft auf den dritten Platz der regulären Saison; der einstige Erzrivale CSD Barber landete gar auf Rang 8. In der Kaya 6 belegte Centro Dominguito lediglich den fünften Platz, was erstmals seit mehreren Jahren ein frühzeitiges Ausscheiden bedeutete.

### Wechsel zum SV VESTA
Nach mindestens elf Erstligaspielzeiten für den RKSV Centro Dominguito wechselte Pieter vor Beginn der Spielzeit 2018/19 innerhalb der Liga zum Vizemeister der abgelaufenen Saison, dem SV VESTA. Mit ebendiesem absolvierte er eine weitgehend durchwachsene Saison und schaffte es am Ende als Sechstplatzierter gerade noch in die nachfolgende Kaya 6. In dieser konnte sich der Sport Voetbal. Vriendschap Eendracht Sterken Tegen Alles, so der vollständige Name des Vereins, den zweiten Platz hinter dem RKSV Scherpenheuvel erspielen und rangierte auch in der Kaya 2 hinter Scherpenheuvel auf Rang 2. Ein 0:0-Remis am Ende der regulären Spielzeit, sowie am Ende der Verlängerung brachte beide Teams im Finalspiel in ein Elfmeterschießen, das der SV VESTA mit 3:1 für sich entschied und zum ersten Mal in der Vereinsgeschichte curaçaoischer Fußballmeister wurde.

## Nationalmannschaftskarriere und Tod
Pieter wurde kurz nachdem er mit dem RKSV Centro Dominguito im Jahre 2013 zum zweiten Mal Meister geworden war von Nationaltrainer Ludwig Alberto in die Fußballnationalmannschaft von Curaçao geholt. Drei Tage nach seinem 26. Geburtstag gab er beim ersten Spiel seiner Mannschaft im ABCS-Turnier 2013 gegen Aruba, einem 2:0-Sieg, sein A-Nationalteamdebüt. Beim zwei Tage später stattfindenden Finalspiel gegen Suriname, das in einer 1:3-Niederlage Curaçaos endete, hütete Pieter abermals über die vollen 90 Minuten das Tor seines Heimatlandes. Danach dauerte es bis September 2014, ehe Pieter wieder für die curaçaoische Nationalmannschaft berücksichtigt wurde. Anlässlich der Qualifikation zur Karibikmeisterschaft 2014 holte ihn Ingemar Pieternella in das curaçaoische Aufgebot und setzte ihn in allen drei Spielen der Gruppe 4 in der ersten Runde ein. Als Erstplatzierter schaffte Curaçao den Sprung in die zweite Qualifikationsrunde, in der man hinter Martinique abermals den zweiten Platz belegte. Pieter wurde auch hierbei in allen drei Gruppenspiel von Pieternella eingesetzt.
Nach erfolgreicher Qualifikation nahm das Nationalteam erstmals in seiner Geschichte an der im November 2014 ausgetragenen Endrunde auf Jamaika teil. Aufgrund seiner beständigen Leistung in der Qualifikation fungierte Pieter auch in der Endrunde als Stammtorhüter seines Heimatlandes und wurde in allen drei Gruppenspielen seiner Mannschaft jeweils über die volle Spieldauer eingesetzt. Curaçao unterlag in der Gruppe A jedoch gegen Trinidad und Tobago, Kuba und Französisch-Guyana und belegte am Ende mit 0 Punkten und einem Torverhältnis von 5:10 den letzten Platz in der Gruppe A, was das vorzeitige Ausscheiden auf dem Turnier bedeutete.
Im darauffolgenden Jahr wurde Pieter von Eloy Room als Stammtorhüter abgelöst; auch Zeus de la Paz und Marcello Pisas kamen in diesem Jahr zu Einsätzen in der Nationalmannschaft, ehe Eloy Room ab 2016 als alleiniger Stammtorhüter fungierte. Zumindest in zwei Länderspielen war Pieter im Jahre 2015 Ersatzmann von de la Paz und musste danach ein Jahr warten, ehe er wieder in die Nationalmannschaft berufen wurde. Ab der ersten Runde der Fußball-Karibikmeisterschaft 2017/Qualifikation zur Karibikmeisterschaft 2017 fungierte Pieter als Ersatzmann von Eloy Room und saß danach – mit Ausnahme einiger weniger Spiele – bei Länderspielen auf der Ersatzbank der curaçaoischen Fußballnationalmannschaft. Am 22. März 2017 kam Pieter bei einem nicht-offiziellen und von der FIFA nicht anerkannten Freundschaftsspiel gegen El Salvador zum Einsatz. Nach erfolgreicher Qualifikation für die Karibikmeisterschaft gewann Curaçao bei seiner erst zweiten Teilnahme sogar die Endrunde auf Martinique und qualifizierte sich so für eine Teilnahme am CONCACAF Gold Cup 2017, bei dem das Team jedoch als Letzter der Gruppe C, ohne einen Punkt oder ein Tor gemacht zu haben, frühzeitig ausschied. Während dieser Zeit war Pieter stets der Ersatzmann Rooms.
Auch danach galt Pieter in einer Reihe von Freundschaftsspielen, der Qualifikation zur CONCACAF Nations League 2019–21 und dem CONCACAF Gold Cup 2019 als zweiter Torhüter hinter Room, der nach seiner Gold-Cup-Teilnahme den Sprung in die Vereinigten Staaten geschafft hatte. Anfang September 2019 startete er mit der Fußballnationalmannschaft von Curaçao in die CONCACAF Nations League 2019–21 und saß am 7. September bei einem 1:0-Sieg über Haiti abermals hinter Eloy Room auf der Ersatzbank. Einen Tag später flog er mit der Nationalmannschaft anlässlich des zweiten Gruppenspiels, des Rückspiels gegen Haiti, in die haitianische Hauptstadt Port-au-Prince. Noch am selben Tag beklagte sich Pieter über Unwohlsein. Am nächsten Morgen wurde er tot in seinem Hotelzimmer im Marriott in Port-au-Prince aufgefunden; er war an einem Kreislaufstillstand gestorben. Das Spiel gegen Haiti wurde trotz Pieters Tod abgehalten und endete in einem 1:1-Remis; vor dem Anpfiff fand eine Schweigeminute in Gedenken an den Verstorbenen statt. Der curaçaoische Torschütze Elson Hooi hielt nach dem Treffer zum 1:1-Endstand ein T-Shirt mit der Rückennummer Pieters und dem Schriftzug „LEGEND“ in die Kameras. Nach seinem Tod wurde ihm zu Ehren das Jarzinho Pieter Kids Fund Project eingerichtet.

## Erfolge
mit dem RKSV Centro Dominguito
- 5× Meister der Sekshon Pagá/Promé Divishon: 2012, 2013, 2015, 2016 und 2017

mit dem SV VESTA
- 1× Meister der Promé Divishon: 2018/19